# 레이시 내친왕 (1270년)
레이시 내친왕(일본어: 姈子内親王 れいしないしんのう[*], 분에이 7년 9월 19일 (1270년 10월 5일) - 도쿠지 2년 7월 24일 (1307년 8월 22일))은 가마쿠라 시대 후기의 황족이자 가인이다. 고우다 천황의 후궁이고, 존칭황후이자 여원이다. 원호는 유기몬인 (遊義門院)이다. 아버지는 고후카쿠사 천황이고, 어머니는 중궁 사이온지 키미코 (히가시니죠인)이다.
와카에 뛰어나, 『신고센와카슈(新後撰和歌集)』 이후의 칙찬집에 총 27수가 입집해있다. 뇨보로는 니죠파의 대표적 가인인 니죠 이시/타메코 (타카하루 친왕 (후의 고다이고 천황)의 정비)나 유기몬인노 이치죠노츠보네 (타카하루 친왕 (후의 고다이고 천황)) 등이 있다.

## 약력
분에이 7년 (1270년) 9월 19일에 태어났다. 분에이 8년 (1271년), 내친왕 선하를 받았다. 고안 8년 (1285년) 8월, 고니조 천황의 준모로서 황후궁에 책립되었다 (존칭황후, 다만 실제로는 고니조 천황은 생후 얼마 지나지 않아 입태자도 하지 않았기 때문에 준모라고 하는 것은 조금 애매한 부분이 있다). 쇼오 4년 (1291년) 8월, 원호 선하에 따라 유기몬인 (遊義門院)이 되었다. 에이닌 2년 (1294년) 6월 경, 고우다 상황의 고쇼 레이제이마데노코지도노로 옮겼다. 가겐 2년 (1304년) 1월, 생모 히가시니죠인이 사망했다. 같은 해 7월에는 고후카쿠사 상황이 붕어하였다. 도쿠지 2년 (1307년) 7월 24일에 갑작스런 병으로 사망했다. 이틀 뒤에는 고우다 상황이 출가하였다.
『마스카가미(増鏡)』에 의하면, 고후카쿠사 상황 (지묘인통)의 비장의 사랑하는 딸이었던 레이시 내친왕을 고우다 상황 (다이카쿠지통)이 처음 보기 시작한 때부터, 사랑하는 마음을 멈추기 어려워 결국 납치해버렸다고 한다. 지묘인통과 다이카쿠지통은 당시 조정을 양분하여 대립하고 있었기 때문에 (양통질립), 이 사건은 대사건이었던 것으로 보인다. 사건의 상세한 내용은 알 수 없으나, 그 후 상황은 수많은 총비 중에서도 레이시 내친왕을 별격의 존재로서 더없이 소중히 대하였다고 하며, 후에  그녀의 갑작스런 사망을 애도하며 장송일에 출가한 것만 보아도, 상황이 레이시 내친왕을 깊이 총애한 것은 사실이었던 것 같다.

## 관련 작품
고후카쿠사인노 니죠에 의한 일기문학 『토하즈가타리(とはずがたり)』 후반에 중요 인물로 등장한다. 작중에는 드물게, 유키노아케보노 (사이엔지 사네카네)와 함께 호의적으로 그려지는 인물이다.

## 같이 보기
- 무라사키노우에
- 사이온지 키시